# SDSS J143211.74−005900.8
| SDSS J143211.74−005900.8                                | SDSS J143211.74−005900.8 |
| ------------------------------------------------------- | ------------------------ |
| Beobachtungsdaten Äquinoktium: J2000.0, Epoche: J2000.0 |                          |
| Sternbild                                               | Virgo                    |
| Rektaszension                                           | 14h 32m 11,8s            |
| Deklination                                             | −0° 59′ 01″              |
| Helligkeit (J-Band)                                     | (16,99 ± 0,05) mag       |
| Spektralklasse                                          | L4.5                     |

SDSS J143211.74−005900.8 ist ein L-Zwerg im Sternbild Virgo. Seine Spektralklasse wird auf L4.5 geschätzt.